# Джраберд (футбольный клуб)
«Джрабе́рд» (арм. Ֆուտբոլային Ակումբ „Ջրաբերդ“ Մարտակերտ) — футбольный клуб из непризнанной Нагорно-Карабахской Республики. Базировался в Мартакерте (Агдере) и принимал соперников на городском стадионе, участвовал в чемпионате НКР.

## История

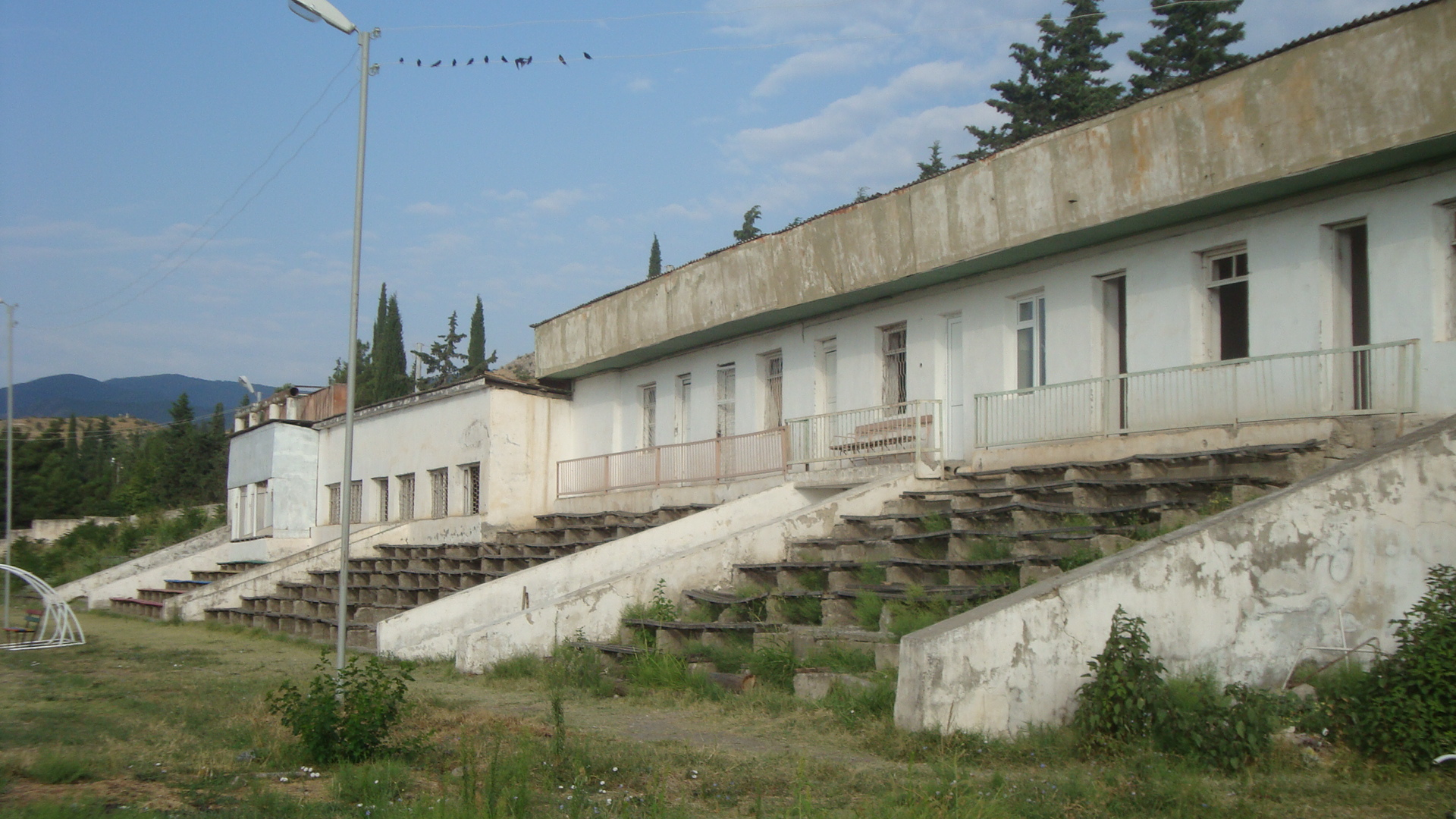
Трибуны городского стадиона

Клуб был основан в 2004 году под названием «Гандзасар», а с 2009 года называется «Джраберд» в честь одноимённой крепости, расположенной в Мартакертском районе.
В первый год существования принял участие в Открытом чемпионате республики. В 2009 году команда заняла 3-е место в 1-м чемпионате НКР, а в следующем сезоне стала чемпионом республики.

## Достижения
Чемпион НКР (2010).
Бронзовый призёр чемпионата НКР (2009).

## Статистика выступлений

### Чемпионат и Кубок НКР
| Сезон | Лига         | Место | И  | В  | Н | П  | Мячи  | +/- | О  |   | Кубок      | Примечания             |
| ----- | ------------ | ----- | -- | -- | - | -- | ----- | --- | -- | - | ---------- | ---------------------- |
| 2004  | Премьер-лига | 7-е   | 16 | 3  | 0 | 13 | 27-92 | -65 | 9  | - | -          | Открытый чемпионат НКР |
| 2009  | Премьер-лига | 3-е   | 16 | 11 | 0 | 5  | 65-47 | 18  | 33 | - | -          | 1-й чемпионат НКР      |
| 2010  | Премьер-лига | 1-е   | 16 |    |   |    |       |     |    |   | -          | 2-й чемпионат НКР      |
| 2011  | Премьер-лига | 4?9-е | 16 |    |   |    |       |     |    |   | -          | 3-й чемпионат НКР      |
| 2018  | Премьер-лига | 7-е   | 14 | 2  | 0 | 12 | 16-66 | -50 | 6  | - | 1/4 финала | 4-й чемпионат НКР      |
| 2019  | Премьер-лига | 9-е   | 30 | 6  | 3 | 21 | 57-95 | -38 | 21 | - | 1/8 финала | 5-й чемпионат НКР      |

## Главные тренеры клуба
- Роберт Уснунц (2009 — н.в.)